# 玛丽莲·怀特
玛丽莲·怀特（英語：Marilyn White，1944年10月17日—），美国女子田径运动员，主攻短跑。她曾代表美国参加1964年夏季奥林匹克运动会田径比赛，获得女子4×100米接力银牌。